# Экстракорпоральная мембранная оксигенация

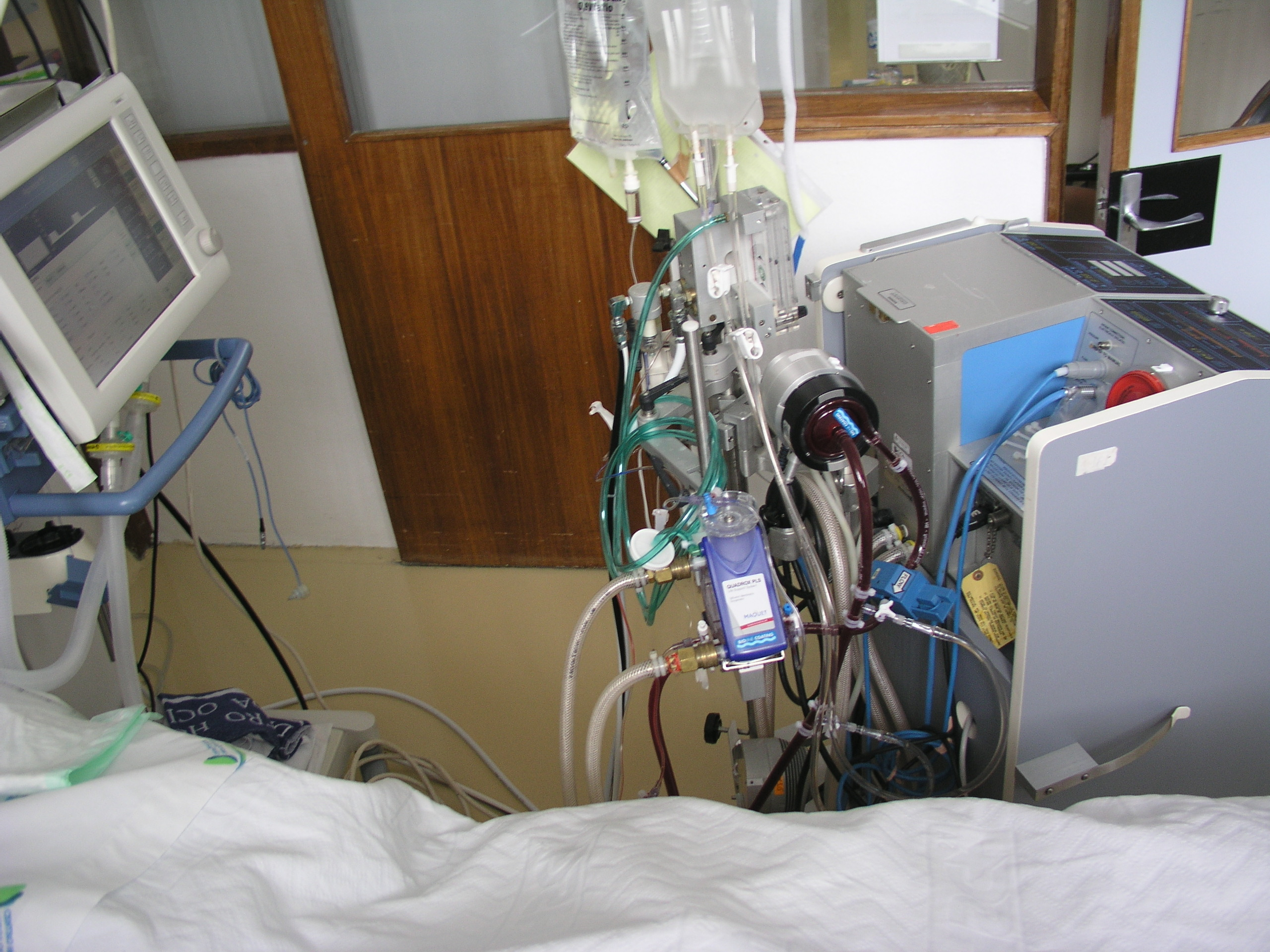
Задействованный аппарат ЭКМО у больного A/H1N1, Лиссабон

Экстракорпоральная мембранная оксигенация (ЭКМО, ЭМО) — инвазивный экстракорпоральный метод насыщения крови кислородом (оксигенации) при развитии тяжёлой острой дыхательной недостаточности. ЭКМО используется в неонатологии для купирования тяжёлой дыхательной недостаточности у новорождённых вследствие болезни гиалиновых мембран (РДСН) и других патологий, в кардиологии при острой сердечной недостаточности и для поддержания жизнедеятельности при проведении операции на открытом сердце совместно с аппаратом искусственного кровообращения, при тяжелых пневмониях, а также в других отраслях медицины.

## История
Метод экстракорпоральной (внешней для организма) оксигенации впервые был применён в 1952 году в Великобритании у больного с дыхательной недостаточностью. В 1953 году впервые успешно проведена операция на открытом сердце с искусственной перфузией и оксигенацией крови. В 1965 году пузырьковый оксигенатор впервые использован у новорождённого, умирающего от дыхательной недостаточности. В 1969 году группой врачей под руководством T. G. Baffes впервые использован мембранный оксигенатор для искусственного кровообращения у детей. В 1970 году компания Avecor создала мембранный оксигенатор, ставший прообразом всех современных аппаратов ЭКМО.

## Механизм

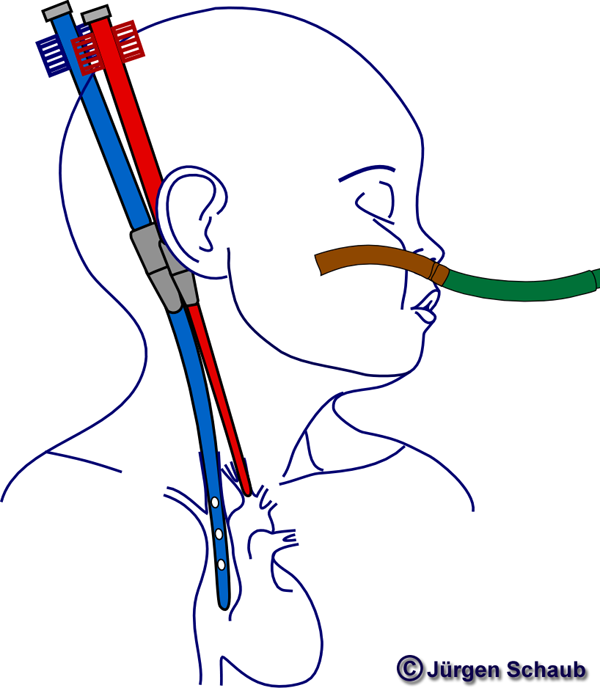
Схема подключения аппарата к новорождённому через ВАК, артериальный и венозный катетеры вводятся в левое и правое предсердие соответственно.

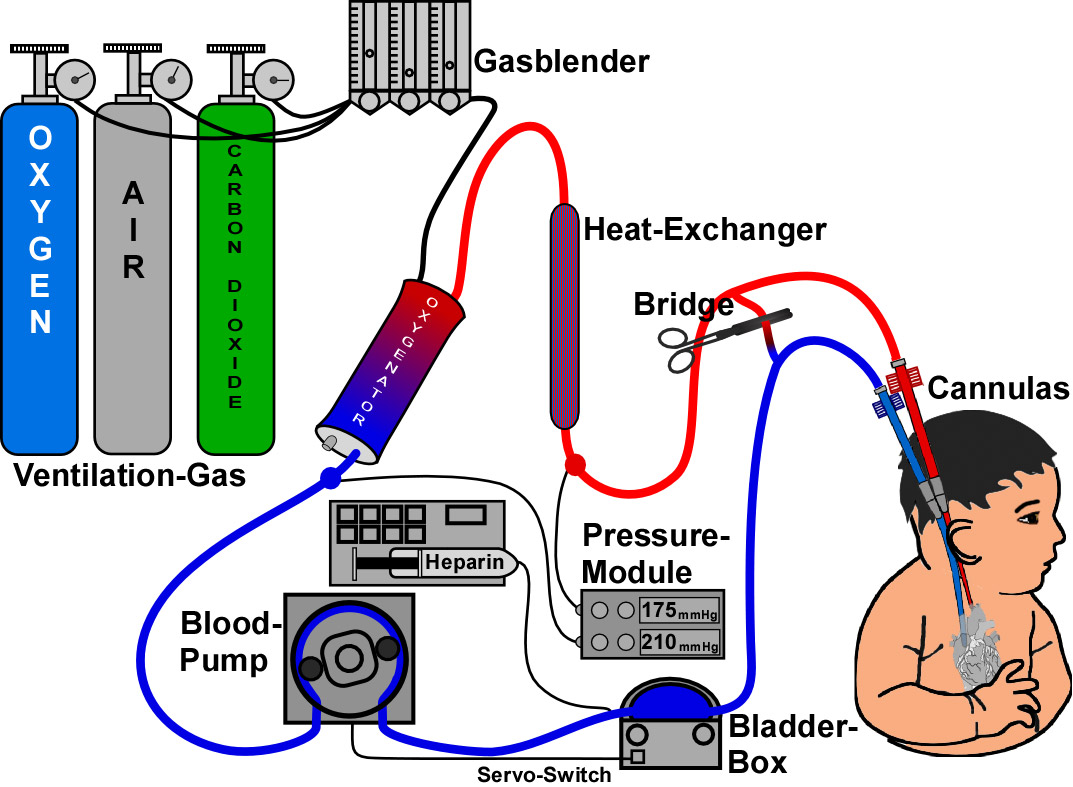
Устройство аппарата ЭКМО.

Для проведения ЭКМО к больному подсоединяют мембранный оксигенатор. Существует два способа подключения — вено-артериальная канюляция (ВАК) и вено-венозная канюляция (ВВК). При ВАК кровь забирается из венозного русла, очищается, насыщается кислородом и подаётся в артериальное русло. ВАК рекомендуется к применению у новорождённых, а также у взрослых с компенсированным инфарктом миокарда. При ВВК кровь забирается и возвращается в венозное русло. ВВК может применяться у взрослых с изолированным поражением лёгких. Для соблюдения физиологических механизмов забор и вливание крови осуществляется максимально близко к сердцу. ВАК предпочтительнее, так как при этом способе не происходит смешивание артериальной и венозной крови. ВВК требует вдвое большую поверхность мембран оксигенатора, поэтому на практике данный способ применяется реже.
При проведении процедуры новорождённым для компенсации объёма крови, циркулирующего в аппарате, используется донорская кровь.
ЭКМО является симптоматической терапией, не устраняющей фактор развития заболевания.

## Клинические исследования
Клинические исследования, проведённые в 1999 году R.K. Firmin и H.M. Killer на клинической группе из 522 больных (192 новорождённых, 161 ребёнка, 169 взрослых) показали, что применение ЭКМО имеет максимальную эффективность при сепсисе (выживаемость 78 %) и остром лёгочном повреждении (68 %). Наихудший результат метод показал при сердечной недостаточности (42 %).
В 2007 году эффективность ЭКМО у новорождённых при тяжёлой дыхательной недостаточности методом кокрановского обзора исследовали D. Elbourne, D. Field и M. Mugford. Во всех испытаниях выявлено убедительное положительное влияние ЭКМО на снижение смертности у новорождённых с тяжёлой дыхательной недостаточностью.

## Показания
ЭКМО показана больным с острой тяжёлой дыхательной недостаточностью при неэффективности традиционной терапии с искусственной вентиляцией лёгких до развития необратимых изменений в органах и тканях. Показанием к ЭКМО является давление кислорода в артериальной крови ниже 50 мм рт. ст. при содержании кислорода во вдыхаемой смеси более 50 %.

## Противопоказания
Абсолютными противопоказаниями являются: непереносимость (аллергическая и вследствие болезней крови) антикоагулянтов, терминальное состояние, полиорганная недостаточность, неконтролируемый метаболический ацидоз, иммуносупрессия, повреждения ЦНС.
Относительными противопоказаниями являются: проведение ИВЛ более 7-10 дней, миокардиальная дисфункция при инотропной поддержке, тяжёлая лёгочная гипертензия, остановка сердца и возраст старше 65 лет.

## Возможные осложнения и недостатки
Использование донорской крови может вызвать аллергическую реакцию и привести к развитию шока. Кроме того, для исключения свёртывания крови в аппарате на протяжении всего времени использования ЭКМО пациенту вводят антикоагулянты, что может спровоцировать тромбоцитопению, кровоизлияния в головной мозг и в полости в месте канюляции, усиленный гемолиз. Недостаточность или неэффективность антикоагулянтов может привести к тромбообразованию и закупорке механизмов аппарата ЭКМО. Неисправность аппарата может вызвать воздушную эмболию сосудов, отказ аппарата фатален для пациента.
Главными недостатками метода являются необходимость наличия дорогостоящего оборудования, высококвалифицированного персонала и высокая стоимость процедуры. В Великобритании, где в среднем проводится 200 процедур ЭКМО в год, стоимость одного дня ЭКМО составляет 10 тысяч фунтов стерлингов (около 12 тысяч евро). При малом количестве аппаратов ЭКМО (например, на 60-миллионное население Великобритании приходится всего 4 ЭКМО-центра) транспортировка пациента в тяжёлом состоянии к аппарату не всегда целесообразна.